# Wohnheim Mutter und Kind

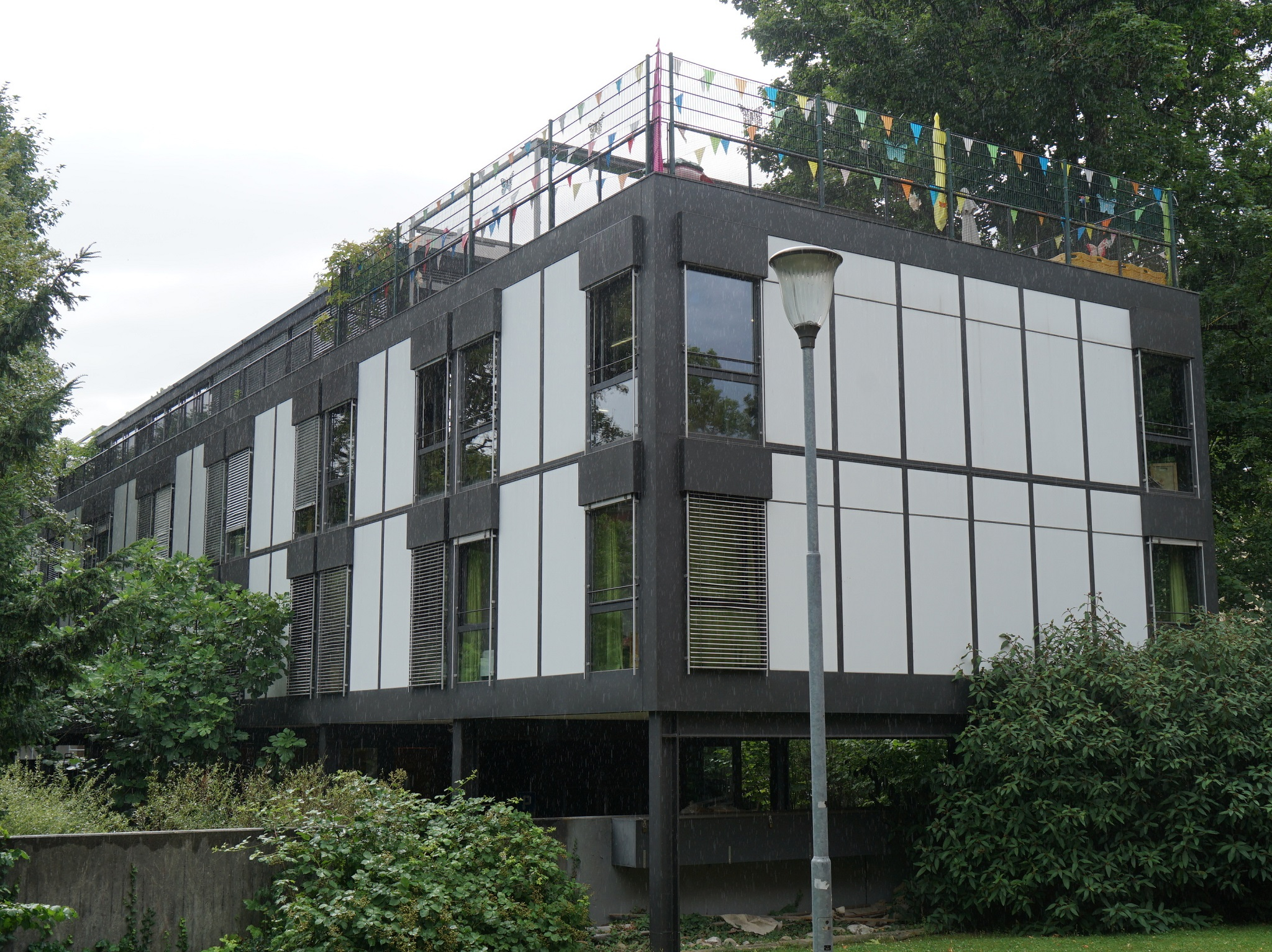
Wohnheim Mutter und Kind

Das Wohnheim Mutter und Kind, Seevorstadt 46 in Biel/Bienne im Kanton Bern in der Schweiz, wurde 1968 bis 1970 vom Architekten Max Schlup errichtet. Das Gebäude steht unter Denkmalschutz.

## Lage
In der Bieler Neustadt, südwestlich der Altstadt, liegt das Gebäude gegenüber dem Kunsthaus Pasquart und neben dem Museum Schwab. Die Erschliessung des Eckgrundstücks erfolgt sowohl von der «Seevorstadt» im Norden als auch von der «Spitalstrasse» im Westen her. Die südwestlichen Wohnhäuser wurden in der Mehrzahl um 1900 errichtet.

## Geschichte

### Stiftung
Die «Stiftung Mutter und Kind» entstand 1963 aus einer privaten Initiative von Margret Blösch und Marianne Stäuble. Sie wollten umfassende Hilfestellungen für alleinerziehende Mütter und ihre Kinder anbieten. Schwierige Lebensphasen sollten überbrückt werden. 1970 wurde die Organisation in «Stiftung für Frauen & Kinder Biel» umbenannt. Als Private-Public-Partnership arbeitet die Stiftung mit der öffentlichen Hand sowie Freiwilligen zusammen. Im Wohnhaus «SottoSopra» können Frauen und Kinder in Notlagen temporär wohnen. Die Wohnungen werden privat finanziert. Die Kindertagesstätte «TuttiFrutti» finanziert sich durch Elternbeiträge und kantonale Subventionen.

### Architektur
Der Bieler Architekt Max Schlup erhielt den Auftrag, ein Heim mit 24 Wohneinheiten in zentraler Lage zu entwerfen. Es wurde 1968 bis 1970 erbaut. Die Innenräume wurden in mehreren Phasen den veränderten Bedürfnissen der Förderangebote angepasst. 2017 wurde die Aussenanlage umfassend umgestaltet.
Als «wichtiger Bestandteil der Zeile bedeutender Wohnbauten auf der Süd-Seite der ‹Seevorstadt-Allee›» wurde das Gebäude 2003 rechtswirksam als «schützenswert» unter Denkmalschutz gestellt und durch Vertrag vom 22. September 2016 geschützt.

## Beschreibung
Die Tragstruktur des Gebäudes bildet eine sichtbare, schwarze Stahlskelettkonstruktion. Der langgestreckte Bau ist viergeschossig. Das Erdgeschoss ist unterhalb der Fassade des 1. und 2. Obergeschosses nach innen versetzt. Die frei stehenden Stützen der Obergeschosse erzeugen einen Hell-Dunkel-Kontrast. Das Staffelgeschoss des 3. Obergeschosses wurde mit Pergolen ergänzt, so dass die Kubatur des Luftraums mit den Geschossen darunter eine Quaderform bildet. Die Gefache zwischen den Stützen und Trägern sind abwechselnd mit weissen, undurchsichtigen Fassadenelementen und raumhohen Fensterelementen gefüllt. Die Umhausungen der Sonnenschutzstoren stehen aus der Fassade leicht hervor.
Schlup ordnete im Erdgeschoss die Bibliothek, den Essraum mit Küche und den Personalbereich an. Die offene Gestaltung im Erdgeschoss und der Bezug auf das umgebende Freigelände wurden durch von aussen nach innen verlaufende Betonwände erzeugt. Die Wände grenzen unterschiedliche Freiflächenbereiche gegeneinander ab. Im 1. und 2. Obergeschoss befanden sich zuerst 24 Wohneinheiten à 20,5 m². Darin waren jeweils ein Wohn- und Schlafteil für die Mutter, ein Schlafbereich für das Kind, eine Sanitärzelle und eine Kochnische untergebracht. Im Attikageschoss gab es Tagesräume für die Kinder. Neben einem Trafo für die Stadt Biel waren im Untergeschoss die Technikräume, der Luftschutz, Lager und Abstellräume für Kinderwagen angeordnet.
Die Wohnungen wurden später auf neun Einheiten reduziert und auf ein Geschoss konzentriert. Durch die Umgestaltungen entstand Platz für eine Kindertagesstätte für Kinder zwischen drei Monaten und dem Schulalter, die in vier Gruppen betreut werden.